# Only Trust Your Heart
Only Trust Your Heart från 1995 är jazzsångerskan och pianisten Diana Kralls andra album.

## Låtlista
1. Is You Is or Is You Ain't My Baby (Louis Jordan/Bill Austin) – 4:57
2. Only Trust Your Heart (Sammy Cahn/Benny Carter) – 5:19
3. I Love Being Here with You (William Schluger/Peggy Lee) – 3:40
4. Broadway (Billy Bird/Teddy McRae/Henri Woode) – 7:27
5. The Folks Who Live on the Hill (Jerome Kern/Oscar Hammerstein II) – 4:18
6. I've Got the World on a String (Ted Koehler/Harold Arlen) – 5:20
7. Just Squeeze Me (But Please Don't Tease Me) (Duke Ellington/Lee Gaines) – 5:37
8. All Night Long (Curtis Lewis) – 6:41
9. CRS-Craft (instrumental) (Ray Brown) – 3:30

## Medverkande
- Diana Krall – piano, sång
- Lewis Nash – trummor
- Ray Brown – bas (spår 1, 3, 7, 9)
- Christian McBride – bas (spår 2, 4–6, 8)
- Stanley Turrentine – tenorsaxofon (spår 1, 3, 9)